# Алакуас
Алакуас (валенс. Alaquàs (офіційна назва), ісп. Alacuás) — муніципалітет в Іспанії, у складі автономної спільноти Валенсія, у провінції Валенсія. Населення — 30 270 осіб (2010).

## Географія
Муніципалітет розташований на відстані близько 300 км на схід від Мадрида, 7 км на захід від Валенсії.

## Демографія
Динаміка населення (INE ):